# Львиные ворота (Иерусалим)
Львиные ворота (ивр. שער האריות‎ Ша’ар Ха’Арайот, араб. باب الأسباط‎ Баб аль-асабат, также Ворота Св. Стефана или Овечьи ворота) — одни из восьми открытых ворот в стенах Старого города Иерусалима. Арабское название значит «ворота племён». В своём современном виде построены 1538-39 годах султаном Сулейманом Великолепным.

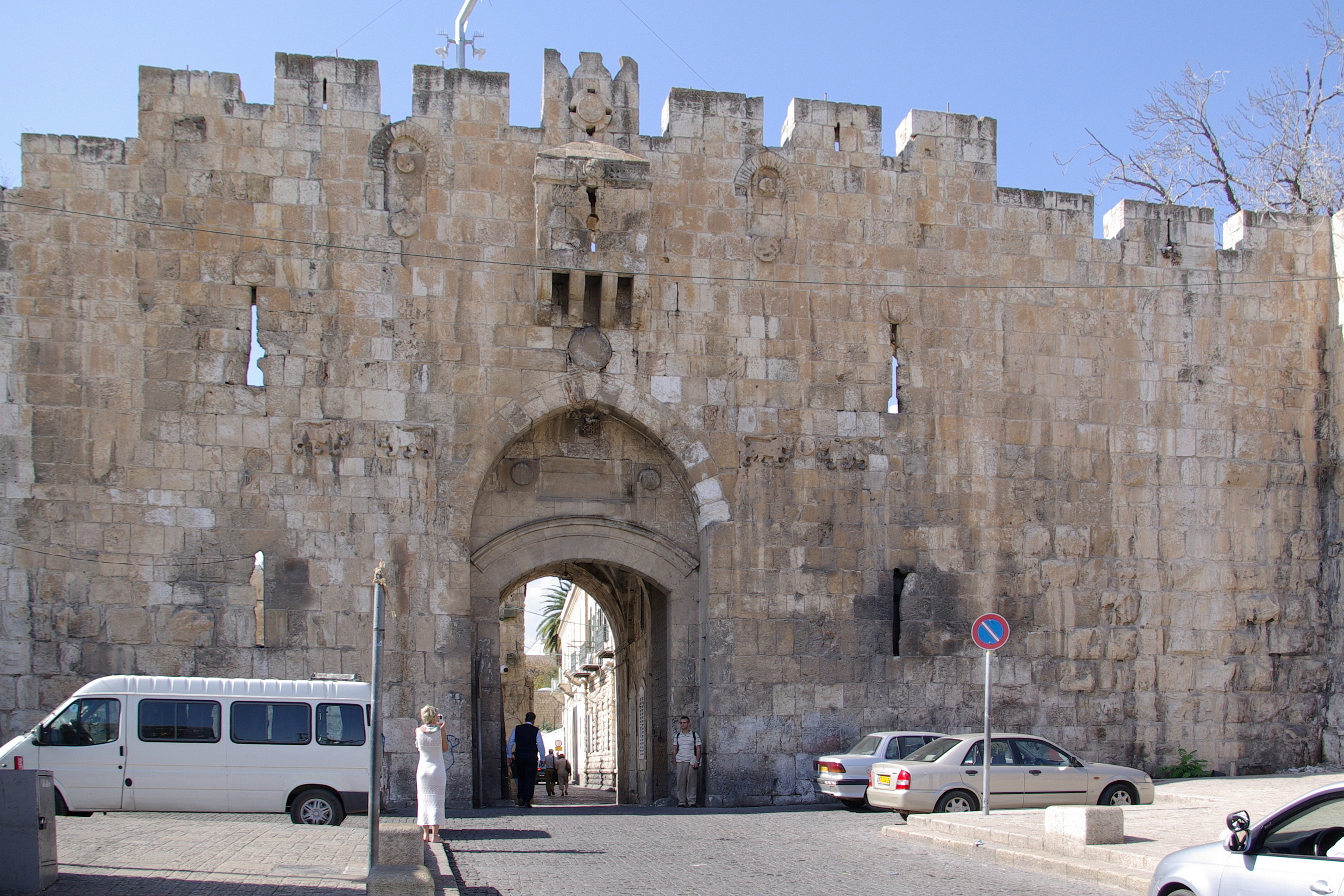

Легенда гласит, что предшественнику Сулеймана Селиму I приснились львы, намеревавшиеся съесть его из-за его планов сровнять город с землёй. Он был пощажён лишь после того, как обещал защитить город, построив вокруг него стену. В результате лев стал геральдическим символом Иерусалима. (С другой стороны, Иерусалим уже с библейских времён был столицей Иудейского царства, эмблемой которого был лев (Бытие 49:9).)
По другой версии, Сулейман обложил жителей Иерусалима тяжёлыми налогами, выплачивать которые они не могли себе позволить. В ту же ночь Сулейману приснились два льва, пришедшие, чтобы пожрать его. Проснувшись, он спросил своих толкователей сновидений, что значил его сон. Вперёд выступил мудрый, уважаемый человек, и спросил Сулеймана, что было у него на уме, прежде чем он погрузился в сон. Сулейман ответил, что думал о том, как наказать всех тех, кто не платит его налоги. Мудрец ответил, что Бог сердится, поскольку Сулейман плохо думал о святом городе. Во искупление Сулейман построил Львиные ворота, дабы защитить город от захватчиков.

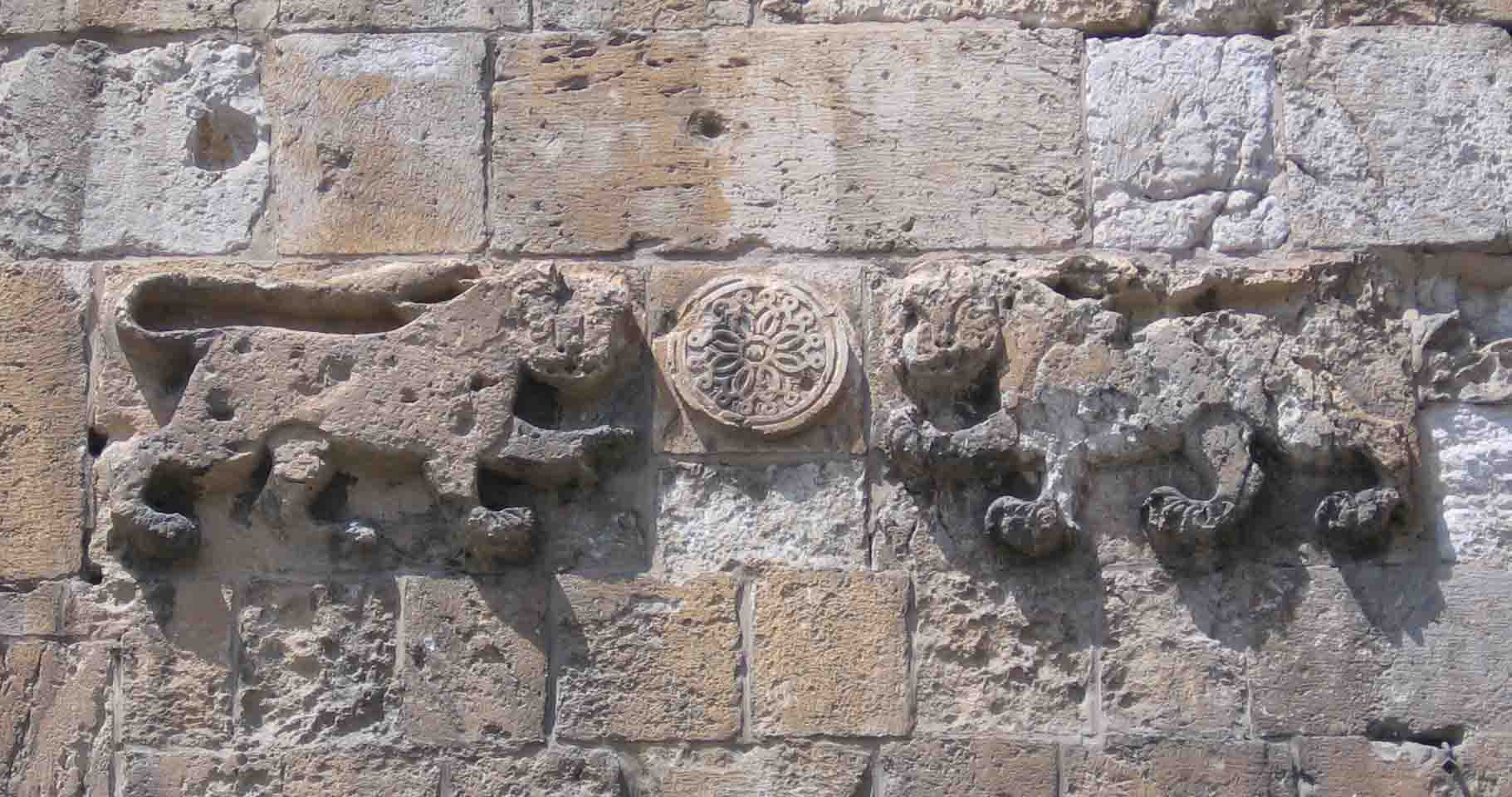
Деталь резьбы Львиных ворот (в действительности изображены леопарды)

Возле конька ворот находятся четыре фигуры леопардов, — которых часто путают со львами, — две слева и две справа. Они были помещены туда Сулейманом в ознаменование победы осман над мамлюками в 1517 году.
В христианской традиции, Иисус перед своей казнью вошёл в Иерусалим через расположенные в восточной стене Старого города Львиные ворота (по другой версии — через Золотые, ныне закрытые). Проём Львиных ворот отмечает начало традиционного христианского ритуала — Виа Долороза, последнего маршрута Иисуса от тюрьмы до распятия.
Во время Шестидневной войны 1967 года израильские парашютисты из 55-й Парашютной Бригады прошли через эти ворота и развернули флаг Израиля над Храмовой горой.

### Комментарии
1. ↑  Территория восточной части Иерусалима контролируется Израилем в результате аннексии, которая не признана большинством стран международного сообщества. Статус восточной части Иерусалима является одной из проблем израильско-палестинского конфликта. См. статьи Политический статус Иерусалима и Восточный Иерусалим.
 В перечень Объектов всемирного наследия ЮНЕСКО Старый город внесён без указания Израиля или палестинского государства, как государственного представителя, в отдельный раздел «Иерусалим», с пометкой об Иордании как стране, инициировавшей внесение объекта в перечень[1].